# Дохоко
Дохоко (яп. 銅矛, 銅鉾, どうほこ «бронзовая пика») — разновидность бронзового копья в древней Японии, острие которого имело втулку для деревянного древка. Получило распространение в период Яёй (800 (300) год до н. э. — 300 год н. э.). Изготавливалось литьём из бронзы. Длина наконечника составляла 40-45 см.

## Информация
Бронзовые копья дохоко происходят с Корейского полуострова. В середине 1 тысячелетия до н. э. их завезли на Японский архипелаг, но в начале нашей эры японцы наладили собственное производство этих орудий.
По образцу корейских аналогов, большинство японских копий имеют одно кольцо-ушко в нижней части втулки лезвия. Обнаруженные в префектуре Сага копья с проушинами с обеих сторон втулки встречаются редко. Чаще попадаются копья без ушек. Археологи считают, что к таким кольцам-ушкам крепился кусок ткани, который выполнял функцию опознавательного знака на войне.
Существует несколько типов копий дохоко:
- копьё с тонким стержнеобразным лезвием (яп. 細形銅矛) — использовалось в начале периода Яёй, обнаружено на севере острова Кюсю в урновых керамических захоронениях.
- копьё с относительно тонким лезвием (яп. 中細形銅矛) — использовалось в середине периода Яёй, обнаружено в захоронениях северной и центральной части острова Кюсю вместе с бронзовыми зеркалами. В конце эпохи Яёй использовалось в районах Внутреннего Японского моря как сакральный предмет наряду с бронзовыми мечами.
- копьё с относительно широким лезвием (яп. 中広形銅矛) — использовалось в конце периода Яёй, преимущественно на Кюсю и районе Идзумо, обнаружено археологами на стоянке Кодзиндани в префектуре Симане. Использовалось как предмет культа.
- копьё с широким лезвием (яп. 広形銅矛) — имело очень широкий, непрактичный с военной точки зрения, вход втулки. Использовалось в конце периода Яёй, обнаружено преимущественно на Кюсю. Применялось как предмет культа.

Существуют также другие разновидности копий дохоко, которые находят только на японском острове Цусима вблизи Кореи. Это так называемые роговидные (яп. 角形銅矛) и крестообразные (яп. 十字形銅矛) копья. Они часто входят в местные сокровища синтоистских святилищ. Из-за того, что такие изделия встречаются только на этом острове, исследователи предполагают, что Цусима занимала особое положение.
В целом, японские бронзовые копья дохоко на протяжении всего периода Яёй увеличивались в размерах. Они постепенно перестали использоваться как оружие, став оберегами и сакральными предметами древних японских правителей и святилищ.